# Lygephila procax
Lygephila procax — вид метеликів з родини еребід (Erebidae).

## Поширення
Вид поширений в Південній та Південно-Східній Європі, Туреччині, Близькому Сході, Ірані, Середній Азії, Китаї, Кореї та Японії. Мешкає в степах і луках, розрізнених листяних лісах, чагарниках, лісових галявинах, схилах.

## Спосіб життя
Буває два-три покоління на рік. Личинки живляться різними видами бобових (Vicia, Coronilla, Colutea, Lathyrus. Зимує лялечка.